# 震天 (エンジン)
震天は、1930年代に三菱航空機が開発・製造した日本海軍向け航空機用空冷星型エンジン。海軍略符号はMK1A、三菱での社内呼称はA6及び震天改。空技廠九九式飛行艇の搭載発動機に採用された。
三菱には陸軍向けの社内呼称A7及び震天という仕様の似た別のエンジンが存在し、こちらは陸軍にハ6の呼称を与えられていた。海軍名称はない。三菱キ21重爆撃機の搭載発動機として選ばれたが制式にあたっては使用されなかった。
本稿では双方について記述する。

## 概要

### 震天（A6）
1933年（昭和8年）1月に海軍の主導により開発が開始され、最大出力920馬力を目指した。1934年（昭和9年）8月に1号機完成。同年に開発が始まった九試中型飛行艇の搭載発動機として震天二一型が採用されたが、1939年（昭和14年）には製造が打ち切られた。

### ハ6（A7）
1933年（昭和8年）2月に陸軍の主導で開発が始まり、最大出力800馬力を目指して1934年（昭和9年）5月に1号機が完成した。
1936年（昭和11年）のキ21重爆撃機の搭載発動機として選ばれ、中島のキ19及び搭載発動機たるハ5との競争の末、機体はキ21を、発動機はハ5を採用すると決着しハ6が日の目を見ることはなかった。

## 生産数
三菱社内にも本発動機に関する資料は少なく正確な生産数は不明であるが、震天、ハ6の各型を合わせて119基と見積もられている。

## 主要諸元

### 震天21型（A6-FS2）
- 形式：空冷星型14気筒
- 気筒径×行程：140mm×170mm
- 排気量：36.7L
- 全長：1,718mm
- 全幅：1,309mm
- 乾燥重量：602kg
- 離昇馬力
  - 1,200HP / 2,360RPM
- 公称馬力
  - 950HP / 2,250RPM（地上）
  - 1,200HP / 2,250RPM（高度850m）
  - 1,020HP / 2,250RPM（高度1,950m）